# Ségry
Ségry là một xã ở tỉnh Indre ở miền trung nước Pháp. Xã này có diện tích 33,06 km², dân số năm 1999 là 465 người. Khu vực này có độ cao trung bình 150 mét trên mực nước biển.